# 植生学会
植生学会（しょくせいがっかい、英名 The Society of Vegetation Science）は、植生に関わる基礎的、応用的研究の進歩を図ることを目的として1996年、日本における植生研究者の集まりであった「群落談話会」を発展させて設立された学会。

## 事業
- 会誌の刊行、学術集会・シンポジウム等の開催、会員の表彰など[1]

## 刊行物
- 『植生学会誌』Vegetation Science
- 『植生情報』